# فاليريا روسي
فاليريا روسي (بالإيطالية: Valeria Rossi)‏ هي مغنية مؤلفة إيطالية، ولدت في 7 مارس 1969 في طرابلس في ليبيا.
اشتهرت بأغنية "Tre parole"  التي حققت نجاحًا كبيرًا في صيف عام 2001 وحققت ثاني أكبر مبيعات في إيطاليا.

## وصلات خارجية
- الموقع الرسمي
- فاليريا روسي على موقع ميوزك برينز (الإنجليزية)
- فاليريا روسي على موقع ديسكوغز (الإنجليزية)